# Боале Сен Марк
Боале Сен Марк (фр. Boisleux-Saint-Marc) насеље је и општина у североисточној Француској у региону Север-Па д Кале, у департману Па де Кале која припада префектури Арас.
По подацима из 2011. године у општини је живело 238 становника, а густина насељености је износила 70,41 становника/km². Општина се простире на површини од 3,38 km². Налази се на средњој надморској висини од 90 метара (максималној 99 m, а минималној 69 m).

## Демографија
| 1962. | 1968. | 1975. | 1982. | 1990. | 1999. | 2011. |
| ----- | ----- | ----- | ----- | ----- | ----- | ----- |
| 91    | 99    | 87    | 96    | 164   | 208   | 238   |

График промене броја становника у току последњих година